# Tuteo
En la gramática del castellano, el tuteo es el empleo de los tipos verbales y pronominales de la segunda persona del singular asociadas al pronombre tú, en contraposición a la forma de cortesía, que corresponde al usted. La expresión tuteo, además, puede utilizarse en referencia a la oposición entre el uso del tú y el vos, siendo el segundo un fenómeno denominado voseo. Si bien ambos corresponden al habla informal, su uso varía en las distintas áreas del mundo hispanoparlante, siendo el tú la manera más extendida en España, Chile, México, Ecuador, Panamá, Perú y la mayor parte de Colombia y Venezuela.
Las zonas que históricamente han tenido una mayor influencia del Imperio español, económicamente más vinculadas con España, quedaron influenciadas por el cambio en la norma peninsular,[cita requerida] según el cual el pronombre vos fue reemplazado por usted en situación reverencial, y el voseo desapareció por completo en la Nueva España (gran parte de México y los Estados Unidos), las Antillas y los actuales Perú, Ecuador y Colombia.
En las regiones americanas más aisladas y con menor influencia del Imperio español, se ha conservado el voseo y se desconoce el trato de tú de manera total o parcial, principalmente en Centroamérica y en los países rioplatenses. El tuteo es prácticamente eliminado del paradigma verbal en Argentina, Uruguay, Paraguay y en América Central y es sustituido por el voseo en Argentina, Uruguay, Paraguay, Costa Rica, Nicaragua, Honduras, Guatemala, El Salvador y en algunas zonas de Bolivia, Colombia, Venezuela, y Panamá.[cita requerida]
En regiones de Uruguay se usa una mezcla de tuteo y voseo en la misma frase: "Tú tenés que entender que ...", un trato intermedio entre el voseo y el tuteo.
En la Argentina, la palabra tuteo se emplea en referencia al trato informal, que allí es dado por el pronombre vos, y para distinguirlo del usted.

## Paradigma verbal del tuteo
A continuación, se ofrece el paradigma verbal del tuteo de los tres verbos modelo para la conjugación regular: amar, temer y partir.

### Modo indicativo
- Presente: amas, temes, partes.
- Pretérito perfecto simple: amaste, temiste, partiste.
- Pretérito imperfecto: amabas, temías, partías.
- Futuro: amarás, temerás, partirás.
- Futuro perifrástico: vas a amar, vas a temer, vas a partir.
- Pretérito perfecto compuesto: has amado, has temido, has partido.
- Pretérito pluscuamperfecto: habías amado, habías temido, habías partido.
- Pretérito anterior: hubiste amado, hubiste temido, hubiste partido.
- Futuro perfecto o compuesto: habrás amado, habrás temido, habrás partido.

### Modo subjuntivo
- Presente: ames, temas, partas.
- Pretérito imperfecto: amaras o amases, temieras o temieses, partieras o partieses.
- Futuro imperfecto: amares, temieres, partieres.
- Pretérito perfecto compuesto: hayas amado, hayas temido, hayas partido.
- Pretérito pluscuamperfecto: hubieras o hubieses amado, hubieras o hubieses temido, hubieras o hubieses partido.
- Futuro perfecto: hubieres amado, hubieres temido, hubieres partido.

### Modo imperativo
- Imperativo: ama, teme, parte